# Лугове (Красногорський район)
Лугове́ (рос. Луговое) — село у складі Красногорського району Алтайського краю, Росія. Входить до складу Новоталівської сільської ради.

## Населення
Населення — 76 осіб (2010; 162 у 2002).
Національний склад (станом на 2002 рік):
- росіяни — 97 %